# 受領
受領（ずりょう）とは、国司四等官の筆頭者で（原則は国守）、令制国に赴任して行政責任を負う者を指す。
国司四等官は元来、共同責任を負ったが、平安時代の変革により筆頭者が責任・権限を負うこととなり、職名が受領と呼ばれることとなった。おおよそ四位、五位どまりの下級貴族である諸大夫がこの任に当てられた。
令制国に着任した国司が前任者から引継手続きを受けることを「受領（する）」と言い、それが職名になった（なお、後任者に文書や事務の引継を行うことを「分付（する）」と称した）。

## 概要
国司の筆頭者である守（かみ）及び権守（ごんのかみ）が受領を務めた。但し、上野国、常陸国、上総国の3か国については、次官の介（すけ）及び権介（ごんのすけ）が務めた（これらは親王が国守に任じられる親王任国であり任国に赴かなかったため）。
次席である介（受領である場合を除く）、三席の掾（じょう）、四席の目（さかん）は共同責任を負わず、任用（にんよう）と呼ばれた。
なお、任官されながら実際に任国に赴かず官職に伴う給付だけ受ける国司を遥任と言う。

## 沿革
8世紀末〜9世紀中期頃になると、気候寒冷化に起因する不作が続き、地方における調庸の未納、民衆の疲弊などが問題視され、従来の地方行政に動揺が生じる様になった。そのため、儒教的な見識（合理主義的精神・徳治主義的政治手腕）を持った官僚が国司として派遣され、地方政治の立て直しに努めた。これを良吏と称した。六国史には多くの良吏の治績が記されている反面、強引な改革が他の国衙の職員や郡司などの現地の有力者などとの対立を招いて失敗する事例もあり、更に成功した事例でも現実の事態に対処するために律令の規定を無視したり、反対者からの襲撃を避けるために私的武力として自己の従者を現地に連れ込んだりするケースもあった。
9世紀中期〜10世紀頃になると、従来の律令制（編戸制・班田制など）による統治に限界が出始め、中央政府は租税収入を確保するため、社会の実情に即した国制改革を進めた。その改革は、地方官（国司）へ租税収取や軍事などの権限を大幅に委譲するというもので、国司は中央へ確実に租税を上納する代わりに、自由かつ強力に国内を支配する権利を得たのである（ただし、国司が請負って上納する租税額に規定額が存在したとする見方と規定額は名目上のみで実際には徴収された租税の中から不定額・不定期・不定品目で納入されていたとする見方がある）。
国司は、国内の国衙領（公田）を名田へ再編成し、当時台頭していた富豪層へ名田の経営と租税徴収を請け負わせることで、租税を確実に収取するようになっていった。この租税収取システムが軌道に乗ると、国司は現地へ赴任する必要がなくなり、特に上位官である守の多くは遥任するようになった。すると、現地赴任する国司の筆頭者に、様々な責任やそれに伴う権限が集中するようになり、事実上の国衙行政の最高責任者となった。当時、国司交替の際に後任の国司が適正な事務引継を受けたことを証明する解由状という文書を前任の国司へ発給する定めとなっており、実際に現地で解由状を受領する国司を「受領」と言うようになった。これが「受領」という呼称の起源である。
寛平から延喜にかけて国司制度の改革を示す太政官符が次々と出されている。
- （庸調・封物などの完納を示す）庸調惣返抄を受け取れない諸国官長（受領国司）の解由状は返却する（寛平8年6月28日付）。
- 任用（この場合は、公廨を受け取れる史生以上を含む）は、交替欠などに関係した場合を除いては原則として解由を与えられる（寛平8年9月5日付）。
- （寛平8年9月5日付の補足にあたり）任用は自己の責によらない官物不足の補填のために公廨や私財を没収されることはなく、返抄の受領・公文の勘会（およびそのために必要な補填）は全て長官（受領国司）の責任とする（寛平9年4月19日付）
- （雑米などの完納を示す）雑米惣返抄の受領も長官（受領国司）の責任とする（寛平10年2月27日付）。

これによって庸調の徴収と中央への送付及び官物の管理、行政の監査の一切は受領国司の責任とされた。したがって任用国司は共同責任を負わなくなった（例えば不足の補填のために公廨が没収されるなどの処分）。その一方で、これまで国司四等官の筆頭以上の意味を持たなかった受領国司に任国内統治の責任者としての権限が付与されることになった。
受領が強大な権限を得た一方で、補佐官である任用たちは権限を奪われ、受領の私的従者のように使役されるようになる。こうした状況に不満を募らせた任用の中には、現地の有力者である富豪層（田堵層）と結んで受領を襲撃する者も現れた。9世紀末から10世紀初頭にかけて紛争の火種となる任用たちの現地赴任は行われなくなり、受領のみが任国に赴任し、京から伴った私的な側近を目代に任命し、また現地の有力富豪層を在庁官人に任命して国衙の実務に当たるようになった。
受領は強大な権限を得たため、莫大な蓄財を行うことも可能であった。事実、受領になると巨額の富を得ることができたため、国司に任命されるために人事権に強い影響を及ぼしうる摂関家へ取り入る者が後を絶たなかったと言われている。また、蓄財によって任国へ根を下ろした受領の中には、そのまま任期後も任国へ土着した者も多かった。
また10世紀ごろから、国内の公田を名田へ再編成し、田堵に名田経営と租税納入を請け負わせる負名体制へと移行していたが、各地域の実情に合わせて、各名田ごとに異なる税率・税目などが設定されることがあり、これは「先例」として各国司と田堵負名の間で固定しつつあった。しかしこの先例は、国司・田堵負名の間の個人的な約定であるともいえたため、新たに赴任した受領が前任者の先例を無視して、規定どおりの租税を田堵負名らに賦課することもあった。もっとも、中には私欲のために規定以上の租税賦課を行う受領もいたが、こうして10世紀後期以降、受領と田堵負名層との間に紛争がしばしば起きるようになり、受領の施策に不満の田堵負名層が中央政府へ訴え出ることもあった。これを国司苛政上訴といい、尾張国司藤原元命の事例などが有名である。
このような事例を受領層の苛政の表れと評価する意見もあるが、個別の事例を見ると受領が法令どおりに課税した例が圧倒的に多く、むしろ受領の方が遵法的であり、田堵負名層が私益を主張していることが分かっている。田堵負名層とは決して零細な農民などではなく、隷属民を多数抱え、莫大な富を蓄積して農業など諸産業を大規模に経営し、多数の私兵すら擁していた富豪百姓だったのである。
また、受領の権限強化によってそれまで護衛など国司の政務とは無関係な役割を果たす存在であった子弟や従者が受領を補佐するスタッフとして現地に赴き、中には下級国司の職務や目代などの地位を得る者もいた。彼らは「受領郎等」と呼ばれている。当初は伊予で海賊の鎮圧にあたっていた藤原純友もこうした受領郎等の1人であったとみられ、平正盛のようにその武力を買われて何人もの受領の郎等を渡り歩く例もあった。彼らは現地の在庁官人や郡司とともに受領の国内統治を助ける存在であったが、中には現地の人々と対立を起こして国司苛政上訴における批難の対象になる事例もあった。
受領が徴収した租税は一度に中央の財政官司に納付される訳ではなく、予め官司や寺社などに納めることが決定されている物以外は一旦京都にあった任国や受領個人の京庫に保管され、切下文などの形で命令を受ける形で納付を行った。租税の徴収のみならず一部例外を除いた納付までの保管も受領に一任されていたため、その間に受領が保管した租税を私的に運用して収益を上げていたとしても命令に基づく納付が行われている限りにおいてはほとんど問題視されることはなかった。王朝国家の財政制度では中央への租税と受領の私財を明確に峻別する仕組が物理的にも帳簿的にも成立しなかったため、朝廷は受領が租税を私物のように扱っていたとしても罰することが出来ず、却って彼らが上げる収益の一部を利用していく方法を取るようになる。例えば、摂関期から院政期にかけて増加していく受領による内蔵頭兼任もそのための方策の1つであった。
説話集も受領の実相を描いており、『今昔物語集』の信濃守藤原陳忠の説話（「受領ハ倒ル所ニ土ヲツカメ」という文句が知られている）や、『宇治拾遺物語』の藤原利仁の説話（芥川龍之介の『芋粥』の元となった）などの例が挙げられる。
11世紀に入ると、摂関家の意向に左右される形で摂関家の家司が任じられる（家司受領）ようになり、同世紀の末に院政が開始されて摂関家の政治力が衰えると代わって院司が任じられる（院司受領）ようになる。家司や院司は在任中の治績内容に関わりなく、摂関や院の恣意によって任命され、国司苛政上訴や受領功過定によって問題が明らかになっても、成功などの奉仕によって叙位を受けたり、再任されたりした。こうした状況になると、家司や院司の子弟が10代もしくはそれ以下の年齢で受領に任じられる少年受領（執務は後見人である家司や院司が代わりに行う）が出現する一方、在任中に最も優秀な治績を収めたと評価された受領ですら家司・院司などの近臣としての地位がなければ、次の受領に任ぜられるまでに10年あるいはそれ以上かかるようになっていった。
12世紀に入ると、院や公卿などの知行国制の展開によって受領層は没落していったとの見方もあるが、後世の羽林家や名家は11世紀の受領層の末裔であった者が多く、むしろ一部の受領層の地位が上昇して以前の中下級貴族から公卿の仲間入りを果たして知行国を受けるようになったという見方もある。